# Gnosippus klunzingeri
Gnosippus klunzingeri är en spindeldjursart som beskrevs av Karsch 1880. Gnosippus klunzingeri ingår i släktet Gnosippus och familjen Daesiidae.

## Underarter
Arten delas in i följande underarter:
- G. k. klunzingeri
- G. k. occidentalis